# Valdemar Koppel
Valdemar Koppel (født 10. september 1867 i København, død 23. maj 1949 sammesteds) var en dansk chefredaktør og politiker, bror til boghandler Henrik Koppel og fader til designeren Henning Koppel og arkitekten Nils Koppel.
Valdemar Koppel var søn af prokurator, justitsråd Menca Koppel (død 1904) og hustru Rosalie f. Bendixsen (død 1907), blev student fra Metropolitanskolen 1885 og cand.mag. 1891 og arbejdede derefter som lærer. Han var medarbejder ved Politiken fra 1892, chefredaktør 1927-1937, og medlem af bestyrelsen 1937-48. Samtidig var han borgerrepræsentant 1917-1927 for Det Radikale Venstre og formand for Københavns Journalistforenings Pensionskasse 1937-1947. Med sin jødiske baggrund måtte han flygte til Sverige 1943, hvor han blev krigen ud.
Koppel blev gift 27. december 1902 på Frederiksberg Rådhus (borgerlig vielse) med cand.phil. Elise Jørgensen (26. marts 1880 på Frederiksberg, 20. maj 1974 i Gentofte). Hun var oversætter og medudgiver af A.F. Kriegers dagbøger og datter af rigsarkivar A.D. Jørgensen og hustru f. Pedersen.
Han er begravet på Mariebjerg Kirkegård.

## Udgivelser
- "Christensen" (1907, dramatiseret i forening med Anton Melbye og opført på Dagmarteatret)
- Selskabsliv (1907)
- Verdenskrigen paa nært Hold (1915)
- Ornitologen og andre Dødelige (1926)
- Justitssagen mod P.N. Gryn (1937)
- Af Politikens Historie I-II (1947)
- Medmennesker(1947)
- Oversætter af: Anatole France: Dronning Gaasefod og Guderne tørster m.m.